# Saggau (Dieterskirchen)
Saggau ist ein Ortsteil der Gemeinde Dieterskirchen im Oberpfälzer Landkreis Schwandorf (Bayern).

## Geographische Lage
Saggau befindet sich ungefähr zwei Kilometer südwestlich von Dieterskirchen nahe der Staatsstraße 2398 am Ufer der Ascha.

## Geschichte

### Anfänge bis 18. Jahrhundert
In Saggau befand sich 1387 ein Eisenhammer, der in der Oberpfälzer Hammereinigung genannt wird („Nyklas Vogel mit dem hamer zu Sakaw“).
Im Visitationsprotokoll von 1582 wurde Saggau (auch: Sakhau, Sackhau) als Teil der Pfarrei Dieterskirchen aufgeführt.
1631 wurden in Saggau zwei Höfe, eine Mühle, zwei Inwohner (darunter ein Hütmann), 22 Rinder und drei Schweine verzeichnet. Saggau gehörte zur Hofmark Schönau bei Schwarzhofen.
Eine Mühle in Saggau gehörte 1631 zur Landsasserei Schönau, die im Besitz von Hans Jakob von Pertolzhofen war.
Nach Ende des Dreißigjährigen Krieges war die Mühle in Saggau verwüstet und nicht benutzbar. Lehensinhaber war Hans Ludwig von Pertolzhofen.
1661 gab es in Saggau zwei Höfe (davon einer eingefallen), eine Mühle (noch ganz ungangbar) und vier Rinder. Saggau gehörte zur Hofmark Schönau bei Schwarzhofen. Aus einem Bericht des Johann German Barbing an den Kurfürst Ferdinand Maria vom 16. Januar 1666 heißt es: „Sackhau. Zu S. ist vor undenklichen Jahren ein Eisenhammer gestanden, so aber ganz verwüstet darnieder liegt ... Auf Erbauung ist keine Hoffnung vorhanden.“
Ende des 18. Jahrhunderts hatte Saggau zwei Anwesen, die der Niederen Gerichtsbarkeit der Hofmark Fronhof, Pflegamt Nabburg unterstanden. Die Hohe Gerichtsbarkeit übte das Landgericht Neunburg aus.

### 19. Jahrhundert bis Gegenwart
Zu Beginn des 19. Jahrhunderts wurde staatlicherseits versucht die Verwaltungsstruktur zu vereinfachen und – gegen den zähen Widerstand der Besitzer – die Gerichtsbarkeit auf den Staat zu übertragen. Dieser Prozess verlief in mehreren Schritten.
Durch Säkularisation und Mediatisierung wurden die zersplitterten territorialstaatlichen Gebilde und die differenzierte Struktur der gerichts- und grundherrlichen Zuordnungen beseitigt und versucht, die gutsherrlichen Rechte nach und nach zu reduzieren.
Es wurden Landgerichte älterer Ordnung gebildet.
Entsprechend einer Verordnung von 1808 wurde das Landgericht Neunburg vorm Wald in 55 Steuerdistrikte unterteilt.
Dabei bildete Dieterskirchen mit den Ortschaften Bach, Dieterskirchen, Kolmhof, Pottenhof, Pottenhofermühle, Saggau, Silbermühle, Stegen und Weichelau einen Steuerdistrikt. Saggau hatte zu dieser Zeit einen Müller.
1820 wurden Ruralgemeinden gebildet. Dabei entstand die Ruralgemeinde Bach, die aus der Ortschaft Bach mit 19 Familien, der Ortschaft Weichelau mit 6 Familien und der Ortschaft Saggau mit 2 Familien bestand.
Für die zunächst weiter bestehenden Patrimonialgerichte wurden im Organischen Edikt über die Patrimonialgerichtsbarkeit Vorschriften erlassen, die darauf zielten, nur noch größere und zusammenhängende Territorien zuzulassen. 
Daneben wurde jede Gelegenheit wahrgenommen, Patrimonialgerichte aufzulösen und die Gerichtsbarkeit an die Landgerichte einzuziehen.
Saggau gehörte mit drei Familien zu Beginn des 19. Jahrhunderts zum Patrimonialgericht Fronhof, Landgericht Nabburg. 
1848 wurden schließlich die feudalen Privilegien abgeschafft und die Patrimonialgerichte aufgelöst.
Die Gerichtsbarkeit und die Polizeigewalt ging damit endgültig und vollständig an den Staat über.
Zum Stichtag 23. März 1913 (Osterfest) wurde Saggau als Teil der Pfarrei Dieterskirchen mit zwei Häusern und 13 Einwohnern aufgeführt.
Saggau wurde 1964 als Ortsteil der Gemeinde Bach verzeichnet. Als die Gemeinde Bach 1975 aufgelöst wurde, gelangte Saggau zur Gemeinde Dieterskirchen.
Am 31. Dezember 1990 hatte Saggau 5 Einwohner und gehörte zur Pfarrei Dieterskirchen.